# سيريلو
سيريلو (بالبرتغالية: Cirilo Tadeus Cardoso Filho‏) (بالروسية: Сирило)‏ هو لاعب كرة الصالات ‏ ولاعب كرة قدم برازيلي وروسي، ولد في 20 يناير 1980 في ساو باولو في البرازيل. لعب مع نادي جوينفيل.

## وصلات خارجية
- سيريلو على موقع الاتحاد الأوربي (الإنجليزية)